# Paul Hützen
Paul Hützen (* 7. März 1991 in Duisburg) ist ein deutscher Hammerwerfer und Unternehmer.

## Sportliche Karriere
Paul Hützen gehörte von 2009 bis 2015 dem Bundeskader des Deutschen Leichtathletik-Verbandes (DLV) an. Bis 2012 startete er für den LAV Bayer Uerdingen/Dormagen. Seit der Saison 2013 startet er für den TSV Bayer 04 Leverkusen. Größter bisheriger sportlicher Erfolg war der Gewinn der Silbermedaille bei der Team-Europameisterschaft 2015 in Cheboksary/Russland. 
Leistungsentwicklung
| Jahr | Leistung       |
| ---- | -------------- |
| 2007 | 52,96 m (5 kg) |
| 2008 | 63,42 m (5 kg) |
| 2009 | 64,08 m (6 kg) |
| 2010 | 68,68 m (6 kg) |
| 2011 | 64,35 m        |
| 2012 | 66,88 m        |
| 2013 | 69,44 m        |
| 2014 | 70,13 m        |
| 2015 | 70,35 m        |
| 2016 | 70,56 m        |
| 2017 | 68,32 m        |

## Erfolge
National
- 2010: Deutscher Vizemeister (U20)
- 2012: Deutscher Hochschulmeister
- 2013: Deutscher Meister (U23)
- 2014: 7. Platz Deutsche Meisterschaften
- 2015: Deutscher Hochschulmeister
- 2015: 6. Platz Deutsche Meisterschaften
- 2016: Deutscher Hochschulmeister
- 2016: 3. Platz Deutsche Meisterschaften
- 2017: 7. Platz Deutsche Meisterschaften

International
- 2010: 8. Platz U20-Weltmeisterschaften
- 2013: 15. Platz U23-Europameisterschaften
- 2015: 2. Platz Team-Europameisterschaft